# Haueriet
Het mineraal haueriet is een mangaan-sulfide met de chemische formule Mn2+S2.

## Eigenschappen
Het donkergrijze of donkerbruine haueriet heeft een roodbruine streepkleur, een metallische glans en een perfecte splijting volgens de kristalvlakken [100], [010] en [001]. De gemiddelde dichtheid is 3,463 en de hardheid is 4. Het kristalstelsel is isometrisch en het mineraal is niet radioactief.

## Naamgeving
Haueriet is genoemd naar de Oostenrijkse geologen J. R. Hauer (1778 - 1863) en F. R. Hauer (1822 - 1899).

## Voorkomen
Haueriet is een mineraal dat vooral gevormd wordt in zwavelhoudend water en in mariene zout-afzettingen, in zwavelrijke kleien en in verweerde uitvloeiingsgesteenten. De typelocatie is de Kalinka zwavel voorkomens, Banská Bystrica (Neusohl), Banskobystricky kraj, Slowakije. Het mineraal wordt ook gevonden in de Ronneburg U afzetting in het district Gera in het Duitse Thüringen.